# Катрина Ло
Катрина Ло (енгл. Katrina Law; Филаделфија, Пенсилванија, 30. септембар 1985) америчка је глумица.
Најпознатија је по улози посебне агенткиње Џесике Најт у ТВ серији Морнарички истражитељи.